# Liliana Porter

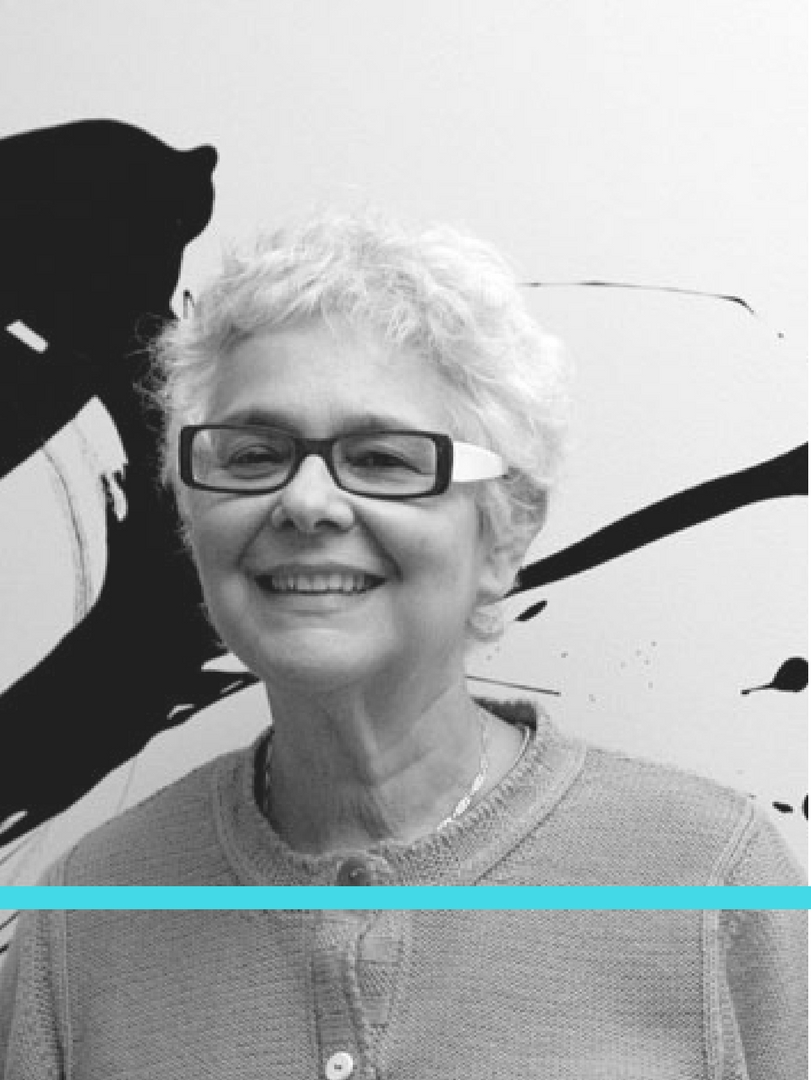
Liliana Porter

Liliana Porter (* 1941 in Buenos Aires) ist eine aus Argentinien stammende Malerin, Grafikerin, Installations- und Videokünstlerin. Sie lebt und arbeitet seit 1964 in New York City und lehrt dort seit 1991 am Queens College, City University of New York.
Porter studierte an der Kunsthochschule in ihrer Heimatstadt und an der mexikanischen Universidad Iberoamericana in Mexiko-Stadt. Ihre Arbeiten zeigte sie weltweit im Rahmen von vielen Einzel- und Gruppenausstellungen einem internationalen Publikum; einige ihrer Arbeiten befinden sich in namhaften Museen.